# کوجی فوکادا
کوجی فوکادا (深田 晃司 Fukada Kōji, زادهٔ ۱۹۸۰ در کوگانی، توکیو) کارگردان و فیلم‌نامه‌نویس ژاپنی است.

## حرفه
فوکادا در در توکیو متولد شد و در زمان جوانی‌اش، پدرش طرفدار فیلم بود و فیلم‌های زیادی را در قالب وی‌اچ‌اس تماشا می‌کرد. او در ۱۹ سالگی در حین تحصیل در دانشگاه تایشو به مدرسه فیلم توکیو رفت و شروع به شرکت در کلاس‌های عصرانه در فیلم‌سازی کرد. یکی از معلمان او کیوشی کوروساوا بود. او نخستین فیلم بلند خود را ساخت به نام صندلی در سال ۲۰۰۲ ساخت. او در ۲۰۰۵ به سینندان، یک گروه سینمایی به سرپرستی اوریزا هیراتا پیوست و اغلب در کارهای خود از همان گروه بازیگران استفاده می‌کند.

## تأثیرات
فوکادا گفته‌است که او به شدت تحت تأثیر فیلم‌های اریک رومر، به خصوص پرتو سبز، قرار گرفت، و پس از دیدن بچه‌های بهشت و روح کندوی عسل تصمیم گرفت به یک فیلم‌ساز تبدیل شود.

## جوایز
فیلم او مهمان‌نوازی برندهٔ جایزهٔ بهترین تصویر در رقابت جشنواره بین‌المللی فیلم توکیو در سال ۲۰۱۰ شد. خداحافظ تابستان برنده جایزه بزرگ و جایزه هیئت داوران جوان در جشنواره سه قاره در سال ۲۰۱۳ شد. و فیلم ۲۰۱۶ او هارمونیوم جایزهٔ داوران در نوعی نگاه بخشی از جشنواره فیلم کن را به‌دست‌آورد.

## فیلم‌شناسی
- صندلی (۲۰۰۲)
- مهمان‌نوازی (۲۰۱۰)
- خداحافظ تابستان (۲۰۱۳)
- سایونارا (۲۰۱۵)
- هارمونیوم (۲۰۱۶)
- مردی از دریا (۲۰۱۸)
- دختری گمشده (۲۰۱۹)
- چیز واقعی (۲۰۲۰)
- زندگی عاشقانه (۲۰۲۲)[۸]